# Romain Goupil
Pour les articles homonymes, voir Charpentier (homonymie) et Goupil.
Romain Goupil, de son vrai nom Romain-Pierre Charpentier, est un réalisateur français né le 12 juillet 1951 à Paris. Politiquement engagé, ancien meneur lycéen en mai 1968 et longtemps militant trotskiste, il évolue dans les années 2000 vers les positions néoconservatrices du Cercle de l'Oratoire et de sa revue Le Meilleur des mondes et soutient l'élection d'Emmanuel Macron en 2017.

## Biographie

### Famille
Romain Goupil est fils et petit-fils d'artistes. Son père, Pierre Goupil (né en 1930), fut chef opérateur sur une centaine de films, dont ceux du commandant Cousteau, tournés aux quatre coins du monde, pour qui il a travaillé pendant vingt-cinq ans avec le réalisateur Edmond Séchan. Sa grand-mère, Lita Recio (1906-2006), était une comédienne très célèbre dans le monde du doublage, mariée à l'acteur, réalisateur et chansonnier Robert Charpentier, dit « Robert Goupil » (1896-1938). Le jeune Romain, qui reprendra ce surnom, grandit rue Ordener, dans la partie huppée du 18e arrondissement de Paris, près de la mairie dans la plus grande résidence d'artistes d'Europe où son grand-père et sa grand-mère étaient installés depuis leur jeunesse.

### Amis proches
Romain Goupil est un ami personnel, proche et de longue date de Daniel Cohn-Bendit, qu'il avait, selon lui, rencontré avant mai 1968, notamment en février 1968, lors des protestations contre la destitution d'Henri Langlois à la cinémathèque ou même avant et qu'il a fréquenté assidûment depuis 1991. Il est aussi un ami personnel, proche et de longue date d'André Glucksmann, qui est lui un ami proche de Daniel Cohn-Bendit depuis leur rencontre à la Sorbonne lors du discours de Louis Aragon au début de Mai 68. Au tout début des années 1970, André Glucksmann dirige le mensuel maoïste auquel collabore le cinéaste Jean-Luc Godard, principal animateur des protestations contre la destitution d'Henri Langlois à la cinémathèque, et qui a tournée en partie à Nanterre le film La Chinoise en 1967, avec le jeune maoïste Antoine Blondin Diop.
André Glucksmann l'a longtemps aidé financièrement et Romain Goupil a accompagné Glucksmann dans ses derniers moments de vie. Il est resté un ami proche de son fils Raphaël Glucksmann.

### Carrière cinématographique
Autodidacte, Romain Goupil s'intéresse très tôt au cinéma dans le sillage de son père, également cinéaste, pour la télévision publique. Ses deux premiers courts métrages sont ainsi réalisés à l'âge de seize ans puis dix-sept : L'Exclu (1968) et Ibizarre (tourné en 1968, avec le slogan « Non au fascisme »), d'abord programmés sur l'ORTF, puis refusés.
En 1970, il devient stagiaire, puis assistant opérateur de Robert Ménégoz et assistant réalisateur de Chantal Akerman, Roman Polanski et Jean-Luc Godard, alors militant maoïste et rédacteur à La Cause du peuple.
Il réalise deux nouveaux courts métrages, Le Père Goupil, puis Coluche Président. Son activité oscillera ensuite entre longs et courts métrages et documentaires.
Il écrit plusieurs ouvrages.

#### Assistant de Roman Polanski et de Godard
Il travaille avec Roman Polanski dès son retour en France en 1978 pour le tournage de Tess qui sort  en 1979.
Peu avant, Roman Polanski, à la suite de six chefs d'accusation contre lui dont viol sur mineur, avait fui les États-Unis le 31 janvier 1978 pour s'installer en France, pays refusant l'extradition lorsqu'on en possède la nationalité. Il est cependant menacé d'extradition depuis l'Angleterre. Ainsi, bien que le film se déroule en Angleterre, il est tourné en France : principalement dans la Manche mais aussi en Région parisienne, le site mégalithique de Stonehenge étant reconstitué à Morienval, village situé dans l'Oise. Romain Goupil ne sera pas avare d'anecdotes médiatiques sur le tournage.
En 1979-1980, il est assistant sur Sauve qui peut (la vie) de Jean-Luc Godard, un film franco-austro-germano-suisse, où l'un des personnages apprend à sa sœur le métier de prostituée et l'autre, quitté par son épouse, meurt sous ses yeux après un accident de la circulation, avant qu'elle ne s'éloigne, avec leur fille. Selon Romain Goupil, Jean-Luc Godard a, au cours de ce tournage, considéré que c'était son « deuxième premier film » et rompu avec sa période militante pro-palestinienne grenobloise, au cours de laquelle les cinéphiles ont parlé des « années vidéo (1973-1979) », même s'il a aussi travaillé à l'époque en Suisse.

#### Mourir à trente ans
Quatre ans après le grand succès cinématographique de Diabolo menthe, un film français réalisé par Diane Kurys, porté par une chanson du même nom d'Yves Simon (artiste) consacré aux premiers émois de deux sœurs adolescentes aux personnalités très différentes, qui avait remporté le prix Louis-Delluc en 1977, Mourir à trente ans raconte lui aussi une histoire d'amitiés adolescentes au lycée, dans un climat politique tendu, mais sur le mode strict du récit autobiographique et du documentaire, dans une histoire entre garçons dont il n'est livré que quelques photos prises un été chez Henri Weber, chef du service d'ordre de la Ligue communiste, où il avait intégré les deux lycéens, dont seul le plus âgé a pu commencer des études.
Le film, consacré à son camarade et ex-ami Michel Recanati, est réalisé à partir d'épreuves tournées en Super 8 par Romain Goupil avant et après Mai 68 en vue de la réalisation d'un film militant qui devait s'appeler De la révolte à la Révolution. Il évoque, avec ces images d'époque, les exploits de militant d'extrême gauche de son camarade de 1965 à 1973, accompagnées de quelques interviews réalisés en 1981, dont ceux d'Henri Weber et du leader de la Ligue communiste Alain Krivine.
À la fin et au début de l'œuvre, il évoque aussi le suicide de Michel Recanati le 23 mars 1978, qui avait représenté les Comité d'actions lycéens en Mai 68, appelant notamment le 5 mai à une manifestation le 10 mai, puis étant l'invité de la conférence de presse du 11 mai au lendemain de la Nuit des Barricades de Mai 68 et ensuite en tête, avec l'autre lycéen Maurice Najman, de la grande manifestation du 13 mai, aux côtés d'Alain Geismar, Daniel Cohn-Bendit et Jacques Sauvageot.
Le film part d'une lettre que Michel Recanati a écrite à l'auteur en décembre 1973, cinq ans avant son suicide, et se termine sur à nouveau cette lettre, en rappelant le suicide.
Robert Chazal, critique cinéma du quotidien France-Soir, apprécie le film, au point de le montrer lors d’une projection privée à d'autres critiques. Au Festival de Cannes 1982, le film obtient la Caméra d'or, prix créé en 1978 pour récompenser les meilleurs « premiers films », avec le mécénat de l'industriel Kodak. Mourir à 30 ans devient « le film à voir » pour qui s'intéresse au virage pris par le cinéma militant. Dès juillet 1982, plusieurs articles de périodiques en font l'éloge, comme « Celui qui avait un père… », d'Alain Philippon, dans les Cahiers du cinéma, « Le pouvoir à 15 ans, un film à la première personne » par Lucien Logette, dans Jeune Cinéma ou « Tout sauf du cinéma militant… » dans La Revue du cinéma.
En 1982 il obtient ensuite le César de la meilleure première œuvre.

#### La cité d'artistes de Montmartre
En 2012, il préside le jury du Festival de Chartres, festival de courts-métrages réalisés de l'école à l'université, aux côtés de Matila Malliarakis.
Résident de la plus grande cité d'artistes d'Europe, la cité Montmartre-aux-artistes, il défend les locataires contre les expulsions en s'engageant au sein de l'Association des locataires de Montmartre-aux-artistes (ALMA), dont il est un temps président. La cité est présente dans au moins un plan de chacun de ses films et plus largement dans Les Jours venus (2015),.

### Engagements politiques

#### Mai 68 en classe de seconde
Militant trotskiste, il se revendique comme faisant partie d'une longue tradition d'opposition de gauche au stalinisme, refusant le culte de la personnalité de Staline, décédé en 1953.
Lors de l'année scolaire 1967-1968, il entre en classe de seconde au lycée Condorcet à Paris, où Alain Krivine a été en 1966 surveillant à mi-temps. Début décembre 1967 sont créés les Comités d'action lycéens (CAL), dans un autre établissement, le lycée Jacques Decour, par Maurice Najman et Michel Recanati qui y avaient fondé le premier comité Vietnam lycéen (CVL) à la rentrée 1966, rejoints par Nicolas Baby, du collège-lycée Henri-IV. Les CAL sont créés par des représentants de sept lycées au soir des manifestations du 13 décembre 1967 contre les ordonnances sur la sécurité sociale, qui sont aussi l'occasion pour l'UNEF de protester contre la Réforme Fouchet des universités. Dans les années 2000, le journaliste Christophe Nick écrira que Romain Goupil lui a déclaré avoir déposé en préfecture les statuts des CAL à son nom, mais c'est complètement impossible, selon l'historien spécialiste de Mai 68 Robi Morder, car il faut être majeur pour cela et il n'avait que seize ans. Maurice Najman et Michel Recanati ont respectivement trois et un an de plus que Romain Goupil.
En mars 1966, plusieurs cercles lycéens du Mouvement des jeunes communistes (MJCF), à Colbert, Lavoisier, Carnot, Voltaire, Decour, Louis-le-Grand, Condorcet, Charlemagne, Henri-IV, Turgot étaient devenus des « oppositionnels » au sein du MJCF, la direction leur reprochant de faire campagne pour la mixité des cercles et pour une autre presse,,. Parmi eux Maurice Najman et Michel Recanati, qui ont fondé la Jeunesse communiste révolutionnaire le 2 avril 1966 avec 120 personnes menées par Alain Krivine. Environ 70 d'entre eux quittent l'UEC à l'occasion d'un séminaire de Noël à Briançon et que rejoindra Romain Goupil au cours de l'année 1968.
En 1966/1967, l'année scolaire précédent son arrivée en seconde  au lycée Condorcet, une classe de mathématiques supérieures, avait publié une lettre au Monde et sorti un tract pour protester contre après l’envoi au service militaire d’un de leurs professeurs, avec une manifestation réunissant 300 élèves, obtenant rapidement que le professeur soit libéré de ses obligations militaires.
Romain Goupil participera à des réunions des Comité d'actions lycéens (CAL) à partir de celle du 26 février 1968, qui réunit plusieurs centaines de lycéens à la Salle Lancry à Paris, au cours de laquelle il filme son aîné d'un an, Michel Recanati, en terminale dans un autre lycée, s'exprimant à la tribune face aux délégués. Ce jour-là, les CAL participent à la grève appelée par la Fédération de l’Education Nationale (FEN) et manifestent notamment sous les mots d’ordre « Liberté d’expression » et « Non à la sélection ». Des militants de la JCR, du PSU, et des maoïstes de l'UJC(ml) et du PCMLF font aussi leur entrée dans les CAL, qui comptent une cinquantaine de comités, dont une trentaine en Province.
Entre-temps, Romain Goupil serait devenu « quelqu'un d'important », selon un article dans Le Monde en 2018, en raison de son exclusion du lycée Condorcet le 22 janvier 1968, qui fait suite à une grève dans l'établissement le 11 janvier pour protester la décision de la direction du lycée de faire rattraper deux jours de classe non-travaillés du 21 et 22 décembre. Les résidences universitaires sont à la même période de janvier 1968,le théâtre d'une agitation spectaculaire contre l'augmentation des loyer et pour les libertés individuelles et collectives, prélude aux slogans de Mai 68.
Dès le 13 décembre 1967, plusieurs lycées avaient fait grève avec l'UNEF et les syndicats de salariés contre la réforme de la sécurité sociale et le ministère de l'Education nationale avait transmis des consignes de sévérité aux proviseurs, plusieurs journaux parmi lesquels Le Figaro s'étant indignés de voir des très jeunes gens dans la rue.
Romain Goupil est convoqué le 22 janvier par le conseil de discipline du lycée Condorcet, pour avoir « organisé avec ses camarades » une action de protestation. Cette convocation parvient aux oreilles des Comités d'action lycéens fondés le 13 décembre au lycée Jacques-Decour, qui ont des représentants au lycée Condorcet, selon un article de Claude Gambiez, dans Le Figaro du 20 janvier 1968, qui écrit « Un groupe d'élèves parisiens qui essaie depuis quelques mois de créer un syndicalisme lycéen publie un communiqué dans lequel il proteste contre cette exclusion» et appelle à manifester le samedi 20 janvier 1968 ». Parmi ces élèves, Maurice Najman, du lycée Jacques-Decour. Au cours de cette manifestation du 20 janvier, un représentant de l'UNEF est présent aussi. Les 400 lycéens se heurtent à la police rue de Provence, quelques-uns sont conduits au poste. Selon Le Figaro du 29 janvier, une seconde manifestation s'est terminée par des jets de projectiles. Entre-temps, le 27 janvier 1968, une manifestation à l’appel des CAL, qui a tourné à l’affrontement avec la police, a débouché le jour même sur la réintégration de Romain Goupil, au lycée Voltaire.
Le 10 mars 1968, il est interviewé sur la deuxième chaîne de l’ORTF, dans une nouvelle tribune intitulée « Les lycéens ont la parole ». Le montage le montre en studio avec la romancière Marguerite Duras, qui vient de tourner son premier film La Musica, coréalisé avec Paul Seban, et effectue la dixième de ses séquences dans l’émission de télévision Dim Dam Dom de Daisy de Galard. La tribune le montre aussi dans une réunion au Lycée Voltaire, où il a retrouvé une autre classe de seconde : des lycéens s'expriment debout, groupés devant plusieurs tables en plusieurs lieux de la salle, parmi lesquels Maurice Najman. On lui demande de raconter son expulsion du lycée Condorcet puis sa réintégration au lycée Voltaire. En studio, Marguerite Duras le questionne plusieurs fois sur son jeune âge, seize ans, et ses motivations. Il répond en évoquant le « premier mouvement lycéen, en solidarité avec les travailleurs en grève » qui a eu lieu en décembre et ne parle pas de la manifestation des 16 et 17 février 1968 à Berlin, dont son film de 1982 donnera des images, complétées par celle d'une séquence où Rudi Dutschke la présente.
En avril 1968, il s'investit à nouveau dans les CAL. Une grève dans les lycées débute le 5 mai, en réaction à l'arrestation de dizaines d'étudiants dans la cour de la Sorbonne le 3 mai puis de centaines d'autres dans la soirée de protestation qui suit. Une grande manifestation lycéenne est alors décidée pour le 10 mai, avec l'UNEF. Le 6 mai a lieu une assemblée générale des CAL parisiens, salle des Ingénieurs civils, qui s'organise pour l'extension de la grève dans les lycées.
La manifestation du 13 mai est l'autre moment de Mai 68 filmé par Romain Goupil et exhumé 14 ans plus tard pour son film Mourir à trente ans. Elle a été lancée par les syndicats CGT, CFDT, FEN et FO après la nuit des barricades de Mai 68 du 10 mai, qui voit la police les démanteler entre 2 et 4 h du matin au prix de centaines de blessés et d'arrestations. Environ 10 000 lycéens avaient participé à la manifestation, à l’initiative des élèves de Turgot qui ont eu l’idée de faire le tour des lycées proches. Michel Recanati a représenté les CAL à la conférence de presse du 11 mai, aux côtés de Daniel Cohn-Bendit, Alain Geismar, et Jacques Sauvageot pour dénoncer les violences policières.
Mais le 16 mai, c'est Romain Goupil qui est à nouveau invité par l'ORTF à une émission Les Chemins de la vie, avec Maurice Najman et M. Grappier, proviseur au lycée Condorcet et le recteur Gauthier. Le présentateur de l'ORTF revient sur le fait qu'il a seize ans et a été exclu du lycée Condorcet. Sur l'autre chaîne de l'ORTF est diffusée le même jour l'émission Tribune de l'Université avec Geismar, Sauvageot et Cohn-Bendit.

#### La période trotskiste
Dans les années 1970, Romain Goupil est l'un des responsables du service d'ordre de la Ligue communiste. Avec son ami des comités d'action lycéens Michel Recanati, il est recruté par Henri  Weber, fondateur et chef de la « très musclée » CTS (Commission très spéciale), chargée des opérations contre l'extrême-droite. Le premier film de Romain Goupil les montre tous les deux passant des vacances chez Henri Weber et fait dire à ce dernier que Michel Recanati était chef de la CTS, ce qui sera catégoriquement démenti par tous les livres évoquant le sujet, y compris les mémoires d'Henri Weber en 2016.

#### Le départ de la LCR après les émeutes du 21 juin 1973
Il se détache de la LCR après la décision collective de cette organisation de supprimer la CTS dont il était membre. Une décision prise après l'assaut violent du 21 juin 1973 contre un meeting du mouvement d'extrême droite Ordre nouveau, qui s'est tenu à la Mutualité.
David Rousset, père du chef de la CTS, Pierre Rousset, est chargé d'une médiation qui permet à la Ligue communiste de reprendre ses activités à condition de supprimer cette Commission très spéciale (CTS), doublement critiquée, par la police mais aussi par les militants de son parti, car les combats ont fait 76 blessés parmi les policiers, dont plusieurs gravement brûlés aux cocktails molotov.
Ces cocktails Molotov ont été fournis en grand nombre par la Gauche prolétarienne, dirigée par Alain Geismar, André Glucksman, Serge July et Robert Linhart, un des quatre partis ayant organisé la manifestation (avec la LC, le PCMLF et l'AMR). Les militants des quatre partis les utilisent massivement, causant le recul des policiers.
Henri Weber, fondateur de la CTS, s'était porté en tête de la manifestation, selon ses mémoires, mais les manifestants sont plus nombreux que le seul service d'ordre habituel, en raison d'un appel public à s'y joindre. Environ 300 d'entre eux sont surpris à attaquer l'un des cars de police.
Les meneurs de la manifestation protègent les policiers, arrêtent une voiture et font transporter le brûlé et le policier en difficulté cardiaque à l'hôpital Sainte-Anne, selon le rapport du commissaire de police du XIIe arrondissement, qui ne cite pas parmi eux Romain Goupil.
Toute la gauche proteste contre la dissolution de la LC décidée peu après, mais Jacques Duclos, du PCF, ne participe à un meeting de protestation au Cirque d'hiver qu'à condition que les dirigeants de la LC y restent silencieux. L'attaque a en effet été décidée, à l'avance, par le bureau politique de la LC, dirigé par Daniel Bensaïd, qui en défend ensuite le principe dans Rouge, le journal de la LC, et par Alain Krivine, numéro un de la LC, qui se livre à la Justice et est inculpé.
Pierre Rousset, chef de la CTS, est interpellé au siège de la LC dans la nuit. Après leur libération assez rapide, Krivine début août, puis Rousset fin août, la LC décide qu'un autre membre de la CTS, Michel Recanati, dit « Ludo », qui fut l'ami de Romain Goupil, peut maintenant se présenter au juge d’instruction. Recanati est écroué à la Santé le 17 septembre, car il a déjà été inculpé et perquisitionné, une première fois en 1972 à la suite des actions contre les consulats américain et sud-vietnamien (slogans peints sur la façade, drapeau américain brûlé) menées avec Alain Krivine puis libéré peu après, fin octobre. Dans six articles consécutifs, le journal Rouge (presse) de la Ligue communiste demande sa libération et organise la solidarité.
Edwy Plenel, futur journaliste, racontera dans ses mémoires « le souvenir d’un dîner improvisé, dans un restaurant quelconque, après sa sortie de la Santé », où il confie à Michel Recanati « maladroitement » son « regret de ne pas lui avoir fait signe pendant sa détention », avant d'être sèchement remis à sa place. Les familles de Daniel Bensaïd, Pierre Rousset et Michel Recanati, impliqués dans ces événements, avaient été déportées sous l'occupation allemande.
Cinq ans après cette brève incarcération d'un mois, Michel Recanati, qui est devenu enseignant, se jette sous un train, le 23 mars 1978, quelques jours après le décès de sa compagne. En 1982, Goupil, qui avait perdu de vue Recanati depuis 1973, a fait un film sur ce suicide, son premier succès au cinéma, qui reprend les images d'archives de la manifestation, diffusées par l'ORTF le 21 juin 1973, montrant 300 militants casqués et armés marchant en rang serrés.
Le film reçoit une critique très positive dans France-Soir, Romain Goupil expliquant alors être devenu « un mythe ». Dans le film, il déclare à la fois « on n'a pas de sang sur les mains » et que les affrontements ont fait une centaine de blessés, « pour la première fois, que du côté policier », contradiction relevée par ses détracteurs, qui s'indignent de la fin de la phrase : « on s’est amusé au-delà de toute imagination ».
Après 1974, il n'a plus du tout été trotskiste selon ses déclarations dans Le Monde trente ans plus tard : « C'est le Chili qui me met le doute. Je vois bien que le coup d'État contre Allende en 1973, aidé par les Américains, ça se passe avec des avions, des chars. Et je me dis que militairement, pour arriver à lutter, ça va être coton ». Il se veut néanmoins fidèle à tous ses amis trotskistes.

#### La candidature de Coluche à la présidentielle de 1981
Romain Goupil avait  été l’un des assistants-réalisateurs de Coluche sur le film Vous n’aurez pas l’Alsace et la Lorraine sorti en 1977 puis il travaille avec Roman Polanski dès son retour en France en 1978.
En 1980, il est assistant sur Sauve qui peut (la vie), film franco-austro-germano-suisse, sorti en 1980 et réalisé par Jean-Luc Godard, qui a été maoïste entre 1967 et 1972 puis pro-palestinien dans les années 1970.
Pendant le tournage, Jean-Luc Godard demande à Romain Goupil de contacter Coluche, qui souhaite alors varier son répertoire par un film d'auteur, qui ne verra finalement pas le jour, à cause des réticences de Gaumont,. Godard et Coluche décident de faire le film, et Romain Goupil est chargé d'être réalisateur de l'émission de radio qui commence le 21 janvier sur Radio Monte-Carlo puis arrêtée le 2 février quand Coluche dit : « Bonjour. Nous sommes en direct du rocher aux putes », en référence au rocher de Monaco.
Michel Bassi, directeur de la station, lui avait expliqué à son embauche qu'il n'y avait que deux interdictions : « ne pas parler de Dieu, puisque le catholicisme est religion d'Etat, ni de la famille princière ». Par ailleurs, le fait qu'il parle de ses seins à l'animatrice en face de lui, « fait désordre ».
Selon les propos de Romain Goupil dans Le Monde quatre décennies plus tard, c'est lui qui aurait alors convaincu Coluche de se présenter à la présidentielle « pour dénoncer la farce électorale », mais le livre de Frank Tenaille qui évoque sa rencontre avec Coluche n'en parle pas. 
Coluche évoque sa possible candidature dès mars 1980, en quelques mots dans une interview au Monde, consacrée à bien d'autres sujets: « Je vais probablement me présenter aux élections présidentielles. Comme candidat nul, pour faire voter les non-votants. Mon argument principal sera ne pas être élu ».
Sept mois plus tard, il annonce cette candidature le 20 octobre 1980 dans un communiqué de presse et la présente le 30 octobre au théâtre du Gymnase, organisant dès les jours suivants sa campagne dans les locaux du mensuel Hara Kiri Hebdo sur le thème « Bleu, Blanc, Merde ». Soutien aussi de Libération qui lui consacre des dizaines d'articles dont un dès le 31 octobre 1980 sous la plume de l'ex-leader des comités d'action lycéens, Maurice Najman, qui était un ami intime de Coluche. Le quotidien lui consacre six articles dans les trois semaines qui suivent. Felix Guattari prend initiative d'une pétition parue dans Les Nouvelles littéraires du 13 novembre 1980 et retranscrite en intégralité dans Libération.
Dans la foulée, Romain Goupil filme en novembre 1980 un documentaire de 13 minutes sur Coluche recueillant des signatures pour se présenter à la présidentielle de 1981. Le 25 novembre 1980, René Gorlin, régisseur de Coluche depuis sept ans est retrouvé par la police, abattu de deux balles dans la nuque. Le commissaire chargé de l'affaire reçoit l'ordre de laisser planer l'histoire d'un meurtre douteux lié à Coluche même si la police croit savoir qu'il s'agissait d'un crime passionnel.
Le Monde du 12 décembre 1980 précise que travaillent avec Coluche ses amis artistes et du journalisme, « à Libération notamment », ainsi que « son producteur, qui règne sur les relations avec la presse », son secrétaire-chauffeur, un cinéaste qui réalisait ses émissions à RMC et  « tourne un court métrage sur sa campagne ». Un sondage Indice Opinion dans le Quotidien de Paris vient de donner  à Coluche, toujours soutenu par Gérard Nicoud, de 10 à 12,5 % et une réunion des intellectuels qui le soutiennent, le 3 décembre au Café Le Procope, a souhaité qu'il axe sa campagne sur des thèmes tels que les prisons, la garde à vue, la police, ou l'armée, pour les dénoncer et « d'une manière plus argumentée » mais toujours drôle. Mais fin décembre L'Express publie un gros dossier d'investigations à charge accusant Coluche de diverses infractions.
Selon Romain Goupil, c'est un désaccord avec Coluche sur son rapprochement avec Gérard Nicoud fondateur et président du CID-UNATI, jugé poujadiste,, qui occasionne son départ de la campagne Coluche par une lettre datée du 22 mars 1981, dévoilée trente ans après.
Coluche avait en fait déjà annoncé le 16 mars 1981 son retrait, un mois avant le premier tour et après quatre mois et demie de candidature, sans guère d'explication que « Je préfère que ma candidature s'arrête parce qu'elle commence à me gonfler ». Un télégramme de son producteur Paul Lederman donne la nouvelle dès le 15 mars 1981 et le lendemain Coluche l'explique dans un article du premier numéro d'un nouveau quotidien Charlie Matin, concocté par l’équipe de Charlie Hebdo.
Gérard Nicoud avait en fait déclaré dès le 10 novembre 1980, lors de la passation de pouvoir à Pierre Forestier devant le congrès annuel du CID-Unati, couvert par le journal Le Monde : « Si Coluche a besoin de cinq cents signatures, nous les fournirons ». Les journaux avait analysé ce soutien comme utile, parfois avec humour comme la phrase restée célèbre du journaliste Guy Sitbon dans Le Nouvel Observateur: « Guattari et Nicoud derrière Coluche : la réconciliation du hash et du beaujolais »,.
Selon Romain Goupil, Gérard Nicoud serait au contraire venu négocier son soutien après le sondage du 14 décembre donnant 16 % à Coluche en disant « J’ai 3 000 maires dans ma poche ». Le 9 février, Coluche annonce à une télévision anglo-saxonne avoir 632 signatures, trois quotidiens en parlent, Libération, Le Matin et Le Monde. Romain Goupil expliquera en février 2020 dans une émission de Cyril Hanouna avoir annoncé à différents journaux des chiffres variables, en concertation avec Coluche, disant tantôt qu'il a 50 signatures, ou 160 ou encore 10, pour dissimuler le fait que l'humoriste n'en avait qu'une seule. Jean-Michel Vaguelsy avait de son côté estimé en 2005, qu'il n’avait obtenu qu’une quinzaine de promesses de signatures.
Le successeur de Gérard Nicoud à la tête du CID-Unati, Pierre Forestier avait entre-temps démenti le 22 janvier, les propos de Coluche disant compter sur le soutien du CID-Unati pour réunir les cinq cents parrainages d'élus. Gérard Nicoud est lui en prison, à sa propre demande, dès février 1981, à la suite d'une condamnation en justice qui risque de rendre un sursis exécutoire, préférant purger sa peine pour être ensuite tranquille.
Quinze ans plus tard, en 1995, lors d'un débat sur Les Enfoirés, Romain Goupil se positionne contre Les Restos du Cœur qui, selon lui, « donnent un alibi et une bonne conscience » alors que « les gens qui n'ont pas à manger, c'est un vrai problème politique ».

#### La candidature européenne de 1994 avec Bernard-Henri Lévy
Il figure aux élections européennes de 1994 sur la liste L'Europe commence à Sarajevo, annoncée par Bernard-Henri Lévy le 15 mai 1994 dans L'Heure de vérité consacrée à la présentation de son film documentaire Bosna ! au festival de Cannes 1994,.

#### Prises de positions sur la scène internationale
En 2002 et 2003, il s'exprime en faveur de la guerre d'Irak lancée par George W. Bush, à laquelle refusent de participer de nombreux pays européens. Selon Libération, la majorité des Français est opposée à la « guerre américaine », mais Romain Goupil voit ce « consensus pacifiste » d'abord comme « une démission » et se sent en minorité comme au début de la guerre en Bosnie, lorsqu'il invitait à briser le siège de Sarajevo. Le 4 mars 2003, peu avant le déclenchement de la guerre, il publie, avec Pascal Bruckner et André Glucksmann, une tribune dans Le Monde pour approuver l'administration Bush. Il en publie une autre, le 14 avril, cosignée des mêmes, qui s'insurge contre la position distante de la France vis-à-vis des choix politiques des États-Unis dans le dossier irakien. Son soutien à l'offensive américaine contre l'Irak n'est pas remis en cause après le constat de l'absence d'armes de destruction massive. Béligh Nabli ironise sur « ces doctrinaires de la “guerre juste” » et pointe du doigt la responsabilité de ces néoconservateurs dans le « chaos dantesque » qu'est devenu l'Irak, « un État fragilisé et une société meurtrie, toujours en quête de stabilité et de sécurité ». Selon le journaliste Luc Le Vaillant, Romain Goupil n'a « aucun souci à imposer par les bombes la « liberté » du Nord, capitaliste et judéo-chrétien, aux « ennemis de la liberté » du Sud, arabe et musulman. Et tant pis pour les dommages collatéraux : humiliation des peuples, renforcement du terrorisme, vengeance pour les siècles des siècles ».
En 2003, il est signataire de l'appel de soutien à l'Initiative de Genève, plan de paix alternatif prévoyant la création d'un État palestinien aux côtés d'Israël.
En 2006, le rapprochement entre le Cercle de l'Oratoire, qui lutte contre l'anti-américanisme, et un petit groupe composé de Romain Goupil, Olivier Rolin, Marc Weitzmann, Olivier Rubinstein donne naissance à la revue d'orientation néo-conservatrice Le Meilleur des mondes,,,,.
En 2010, Romain Goupil se mobilise pour la cause des travailleurs étrangers en situation irrégulière en grève, aux côtés de plusieurs cinéastes et artistes.
En mars 2011, avec entre autres Bernard-Henri Lévy, André Glucksmann, Bernard Kouchner, Daniel Cohn-Bendit, il signe l'appel public dans Le Monde en faveur d'une intervention militaire occidentale en Libye,,,,,,. Celle-ci se déroulera   de mars à octobre 2011 et aboutira à la défaite et à la mort de l'homme d'État libyen Mouammar Kadhafi.
En 2015, dans le journal Libération, il s'élève violemment contre l'aide militaire apportée par la Russie à la Syrie dans un article intitulé « Dictateurs de tous les pays unissez-vous ».
Il soutient la campagne d'Emmanuel Macron à l'élection présidentielle de 2017 et devient l'un de ses interlocuteurs réguliers après son élection,,.

#### Soutien à Emmanuel Macron et film avec Daniel Cohn-Bendit
Daniel Cohn-Bendit et Romain Goupil, amis proches depuis la préparation de la candidature de Coluche en 1980, suivent de près l'élection présidentielle 2017, en participant à des initiatives évoquant la pertinence ou non d'une candidature unique à gauche puis en la critiquant. Ensuite, Goupil affiche son soutien à Emmanuel Macron, estimant qu'il est le mieux placé pour faire face à Marine Le Pen au second tour. Il sera invité à la brasserie La Rotonde par le gagnant de l'élection afin de fêter son succès.
Pour célébrer les cinquante ans de Mai 68, Cohn-Bendit et Goupil réalisent le film La Traversée. Ils parcourent le pays à la rencontre de Français de toutes conditions (dockers, éleveurs, pêcheurs, agriculteurs, personnel hospitalier, migrants, policiers, industriels, prisonniers...) pour recueillir leurs avis sur des sujets variés qui leur tiennent particulièrement à cœur (immigration, emploi, Europe, société...). Avant sa sortie en salle, le film est diffusé à la télévision le 21 mai sur France 5. Le reportage, d'une durée d'un peu plus d'une heure, illustre la proximité politique de Daniel Cohn-Bendit et de Romain Goupil avec Emmanuel Macron, dont ils sont des visiteurs réguliers.
Juste après, la tonalité du document, favorable à Emmanuel Macron, sera bousculée par le mouvement des Gilets jaunes qui se dessine dès la pétition en ligne lancée par Priscillia Ludosky le 29 mai 2018, réclamant une baisse des prix du carburant à la pompe.

#### Prise de position vis-à-vis du mouvement des Gilets jaunes
Lors d'un débat le 28 novembre 2018 sur LCI, dix jours après le début du mouvement des Gilets jaunes, il insiste sur les dérapages racistes ou homophobes du mouvement, face à Éric Drouet, l'un des initiateurs du mouvement, qui lui demande pourquoi il le tutoie et lui répond que cela ne concerne que 5 % des Gilets jaunes. L'animateur David Pujadas est obligé d'intervenir fermement pour que Drouet puisse se faire entendre, alors que Goupil ne cesse de lui répéter : « D'où tu sors, qui t'a élu ? »,,. Romain Goupil a participé, depuis le cinquantième anniversaire de Mai 68, à toute une série de débats houleux : « en 1968, on voulait reproduire 1917 », et « on a fait croire qu'il y avait un « Non » de gauche lors du référendum de 2005, mais ce n'était qu'un « Non » de droite, d'extrême droite », explique-t-il dans l'une de ces discussions sur RMC en avril 2018.

### Chroniqueur à la télévision: les tutoiements et dialogues de sourds
À partir de 2016, Romain Goupil devient chroniqueur régulier de différentes émissions, sur LCI et France 2 et d'autres télévisions. Il se voit reprocher le tutoiement par plusieurs de ses interlocuteurs et leur interruption fréquente, dans des séquences beaucoup commentées sur les réseaux sociaux puis par la presse. Son clash avec Clémentine Autain, députée LFI est un des temps forts de L'Émission politique sur les Gilets jaunes du 24 janvier 2019, consacrée aux solutions concrètes à apporter pour résoudre la crise. Lorsque Clémentine Autain aborde le sujet des médias en lançant un appel à repenser leur statut, Romain Goupil, « passablement énervé », l'interrompt immédiatement en parlant de Jean-Luc Mélenchon et s’emporte en lui lançant de l'autre bout du studio « Parle de ton média, parle de la crise qu’il y a dans ton média […] parle d’abus de biens sociaux, parle de la façon dont vous virez les gens ! », obligeant Léa Salamé à intervenir. L'émission, qui accueillait pas moins d'une vingtaine d'invités, dont des leaders des principaux syndicats et partis, eux aussi interpellés en plein studio au milieu de leurs phrases, mais également d'autres philosophe libéraux, comme Pascal Bruckner ou Gaspard Koenig, tourne alors au « dialogue de sourds », où « tout le monde commence un peu à s'agacer » et où « tout le monde veut répondre à tout le monde sans vraiment écouter personne » selon la presse.
Le 13 janvier 2020, lors d'un débat avec Virginie Martin, politologue et économiste, sur LCI, la discussion prend la forme d'une altercation de plus de deux minutes ; l'invitée se plaint du comportement de Romain Goupil et le remet en place car celui-ci ne cesse de la tutoyer et de l'interrompre en l'accusant de dire des « mensonges purs ».
Douze jours après, dans une autre émission mais cette fois sur France 2, il se voit à nouveau reprocher le tutoiement par l'historien et anthropologue Emmanuel Todd, venu présenter son dernier essai; Romain Goupil l'interrompt également, l'accusant d'avoir soutenu « le massacre des tchétchènes » dans les années 1990. Ce dernier avait regretté le « discours anti-profs » tenu selon lui par Goupil et lui répond que les trotskistes en mai 1968 étaient « une bande d’élitistes bourgeois frauduleux ». Le tutoiement et les arguments employés ont « particulièrement agacé les internautes, qui ont massivement critiqué sur Twitter l'attitude du chroniqueur », observe alors l'hebdomadaire Télé 7 jours.

## Filmographie

### Comme réalisateur
- 1968 : L'Exclu (court-métrage)
- 1969 : Ibizarre (court-métrage)
- 1975 : Setúbal, ville rouge (long métrage militant, coréalisation Daniel Edinger)
- 1980 : Le Père Goupil (court-métrage)
- 1981 : Coluche Président (court-métrage)
- 1982 : Mourir à trente ans (documentaire)
- 1983 : La Java des ombres
- 1987 : Madame Lita (court-métrage)
- 1987 : Je sais pas, je sais pas (court-métrage)
- 1988 : Sueurs froides (série télévisée) (épisode Un Jeune homme rangé)
- 1990 : Je ne me souviens pas (court-métrage)
- 1990 : Maman
- 1991 : Contre l'oubli (segment Pour Abd al-Ra'uf Ghabini, Israël)
- 1991 : Avignon: lieux et publics|Avignon : lieux et publics (TV)
- 1992 : Parking (TV)
- 1993 : Monologues (série télévisée) (épisode Parking)
- 1994 : Lettre pour L...
- 1994 : Paris est à nous (court-métrage)
- 1996 : Sa vie à elle (TV)
- 1999 : À mort la mort !
- 2002 : Une pure coïncidence
- 2004 : Quotidien Bagdad (documentaire TV)
- 2007 : Gustave Courbet, les origines de son monde (Documentaire TV)
- 2007 : Higelin en chemin, documentaire télévisé sur Jacques Higelin
- 2010 : Les Mains en l'air
- 2014 : Les Jours venus
- 2018 : La Traversée (co-réalisé avec Daniel Cohn-Bendit)
- 2023 : 2 Place de la Victoire, Kyiv (documentaire TV)

### Comme assistant réalisateur
- 1977 : Vous n'aurez pas l'Alsace et la Lorraine  de Coluche et Marc Monnet
- 1978 : Les Rendez-vous d'Anna de Chantal Akerman
- 1979 : Tess de Roman Polanski
- 1988 : Les Possédés d'Andrzej Wajda

### Comme acteur
- 1994 : Lettre pour L... : Lui
- 1999 : Vénus Beauté (Institut) de Tonie Marshall : le médecin
- 1999 : À mort la mort ! : Thomas
- 2001 : À ma sœur ! de Catherine Breillat : François Pingot, le père
- 2002 : La Bande du drugstore de François Armanet : le père de Marc
- 2002 : Une pure coïncidence : lui-même
- 2004 : Julie Meyer d'Anne Huet (court-métrage) : Bruno Martell
- 2004 : Mon homme de Stéphanie Tchou-Cotta (court-métrage) : L'Homme
- 2007 : Les Murs porteurs de Cyril Gelblat : Alain Tanzerman
- 2008 : Un conte de Noël d'Arnaud Desplechin : l'ami psychiatre
- 2008 : Rien dans les poches de Marion Vernoux (mini série télévisée) : Daniel Manikowski
- 2010 : Les Mains en l'air : Luc
- 2010 : Les Mains libres de Brigitte Sy : le père
- 2011 : La Ligne droite de Régis Wargnier : l'éducateur social
- 2011 : Les Yeux de sa mère de Thierry Klifa : Olivier
- 2014 : L'Art de la fugue de Brice Cauvin : un ami d'Ariel
- 2014 : Les Jours venus : Romain Goupil
- 2016 : L'Indomptée de Caroline Deruas : Membre du jury du concours

## Distinctions
- Caméra d'or lors du Festival de Cannes 1982 pour Mourir à trente ans
- Prix de la jeunesse en 1982 pour Mourir à trente ans
- César de la meilleure première œuvre en 1983 pour Mourir à trente ans
- Nomination au prix du meilleur film lors du Festival international du film francophone de Namur 2002 pour Une pure coïncidence

## Publications

### Ouvrages
- Lundi, c'est sodomie Éd. Baleine-Collection Le Poulpe, 1996
- À mort la mort ! Éd. Julliard, 1998
- Romain Goupil : entretiens avec Bernard Lefort. Paris : Punctum, coll. « Pour d'autres raisons », 2005. 186 p., 21 cm.  (ISBN 2-35116-000-2).
- La défaite dépasse toutes nos espérances, 2006  (ISBN 978-2-259-20434-7)

### Article
- « Je me sens libéral-libertaire, et j'emmerde ceux que le terme effraie », Télérama,‎ 8 février 2015 (lire en ligne)